# Bar (Familienname)
Bar ist ein Familienname.

## Namensträger

### Familienname
- Adam Bar (1895–1955), polnischer Literaturhistoriker, Bibliograf und Bibliothekar
- Alexander de Bar (1821–1901), französischer Maler
- André Bar (1935–2024), belgischer Radrennfahrer
- Arad Bar (* 2000), israelischer Fußballspieler
- Bonaventure de Bar (1700–1729), französischer Maler
- Carl Ludwig von Bar (1836–1913), deutscher Rechtslehrer
- Chaim Bar (* 1954), israelischer Fußballspieler
- Christian von Bar (* 1952), deutscher Jurist
- Erich Bar (* 1950), deutscher Schauspieler
- Feiwel Bar (* 1948), israelischer Fußballspieler
- Francis Bar (1907–1984), französischer Romanist
- Georg Ludwig von Bar (1701/02–1767), deutscher Schriftsteller
- Herbord de Bar (Domherr, vor 1517) (vor 1517–1558), Domdechant in Osnabrück und Domherr in Münster
- Herbord de Bar (Domherr, 1533) (1533–1597), Domherr in Münster und Osnabrück
- Herbord Sigismund Ludwig von Bar (1763–1844), deutscher Jurist, Beamter und Politiker
- Jacques Bar (1921–2009), französischer Filmproduzent
- Jean Errard de Bar-le-Duc, französischer Mathematiker, Ingenieur und Festungsbaumeister
- Juan Bar (* 1987), argentinischer Handballspieler
- Julie Bar, Schweizer Art-brut-Künstlerin (1868–1930)
- Kalman Bar (* 1957), aschkenasische Oberrabbiner
- Ludwig von Bar (1370/75–1430), französischer Kardinal
- Ludwig von Bar (Landrat) (1886–1928), deutscher Verwaltungsjurist und zuletzt Landrat des Kreises Melle
- Mechtilde de Bar (1614–1698), französische Ordensgründerin
- Marius Bar (1862–1930), französischer Fotograf
- Nelli Bar (1904–2001), deutsche Bildhauerin
- Noma Bar (* 1973), israelischer Grafikdesigner, Illustrator und Künstler
- Paul Bar (1853–1945), französischer Medizinprofessor
- Rainald von Bar (Bischof von Chartres) († 1217), Bischof von Chartres
- Rainald von Bar (Bischof von Metz) († 1316), Bischof von Metz
- Robert von Bar (um 1390–1415), französischer Adliger
- Ronen Bar (* 1965), israelischer Geheimdienstler, Direktor des Inlandsgeheimdienstes Schin Bet
- Sendi Bar (* 1976), israelisches Model und Schauspielerin
- Shmuel Bar, israelischer Diplomat, Mitarbeiter des Geheimdienstes und Historiker
- Shraga Bar (* 1948), israelischer Fußballspieler
- Stefan Michael Bar (* 1976), deutscher Rechtsextremist
- Stefano Bar (* 1990), italienischer Skifahrer
- Tomer Bar (* 1969), israelischer General
- Tomer Bar-Even (* 1992), israelischer Basketballspieler
- Walter Bar (* 1938), Schweizer Fechter
- Yehiel Bar (* 1975), israelischer Politiker

### Namenszusatz
- Agnes von Bar (um 1177–1226), Herzogin von Lothringen
- Aviva Bar-On (* 1932), Holocaustüberlebende, Konzertsängerin
- Bezalel Bar-Kochva (* 1941), Professor für Jüdische Geschichte
- Chaim Bar-Lev (1924–1994), israelischer General
- Dan Bar-On (1938–2008), israelischer Autor, Psychologe sowie Holocaust- und Friedensforscher
- Dorothy Bar-Adon (1907–1950), israelische Journalistin
- Dov Bar-Nir (1911–2000), israelischer Politiker
- Dror Bar-Natan (* 1966), israelisch-US-amerikanischer Mathematiker
- Friedrich I. (Bar) († 978), Graf von Bar und Herzog von Oberlothringen
- Friedrich II. (Bar) († 1026), Graf von Bar und Herzog von Oberlothringen
- Friedrich III. (Bar) (um 1020–1033), Graf von Bar und Herzog von Oberlothringen
- Gregorius Bar-Hebraeus (* 1225/26–1286), Universalgelehrter und Katholikos der Syrisch-Orthodoxen Kirche
- Heinrich I. (Bar) (1158–1190), Graf von Bar und Mousson, Herr von Amance
- Heinrich II. (Bar) (1190–1239), Graf von Bar, Herr von Ligny
- Heinrich III. (Bar) (1247/1250–1302), Graf von Bar
- Heinrich IV. (Bar) (um 1317–1344), Graf von Bar
- Heinrich von Bar (1362–1397) (1362–1397), französischer Adliger
- Jehoschua Bar-Hillel (1915–1975), israelischer Philosoph, Mathematiker und Linguist
- Judit Bar-Ilan (1958–2019), israelische Informationswissenschaftlerin
- Meir Bar-Ilan (1880–1949), Führer des religiösen Zionismus
- Micha Bar-Am (* 1930), israelischer Fotograf
- Michael Bar-Zohar (* 1938), israelischer Historiker, Politiker und Schriftsteller
- Moses Bar-Kepha (um 833–903), Theologe der Syrisch-Orthodoxen Kirche
- Naftali Bar-Giora (1919–2000), israelischer Verbandsfunktionär und Historiker
- Nimrod Shapira Bar-Or (* 1989), israelischer Schwimmer
- Ofer Bar-Yosef (1937–2020), israelischer Prähistoriker
- Omer Bar-Lev (* 1953), israelischer Politiker
- Orit Bar-On (* 1975), israelischer Judoka
- Ran Chai Bar-zvi (* 1989), Theaterregisseur, Bühnen- und Kostümbildner
- Roni Bar-On (* 1948), israelischer Politiker
- Schimon Bar-Efrat (1929–2010), israelischer Bibelwissenschaftler
- Theobald I. (Bar) (um 1158–1214), Graf von Bar und Graf von Luxemburg
- Theobald II. (Bar) (1221–1291), Graf von Bar
- Theobald von Bar (Lüttich) (um 1263–1313), Fürstbischof von Lüttich
- Yael Bar Zohar (* 1980), israelische Fernsehmoderatorin und Schauspielerin
- Yaneer Bar-Yam (* 1959), US-amerikanischer Physiker, Systemwissenschaftler und Gründungspräsident des New England Complex Systems Institute
- Yehoshua Bar-Yosef (1912–1992), israelischer Schriftsteller

Siehe auch:
- Bär (Familienname)